# 王进足
王进足（1967年1月—），男，福建泉州人，中共党员，中央党校大学学历。福建省援藏干部。中共十九大代表，现任中共福建省委委员，漳州市委书记。

## 生平
1988年，任福建省泉州市鲤城区地产公司总经理、土地局副局长、万安开发区管委会副主任。1992年8月，加入中国共产党。1998年，任福建省泉州市洛江区双阳镇镇长，河市镇党委书记，马甲镇党委书记。2006年，福建省泉州市洛江区政府副区长。
2007年7月作为援藏干部赴西藏林芝地区工布江达县担任县委副书记及书记，直至2013年7月。2013年10月至2016年3月当选福建省平潭综合实验区党工委委员，福建省平潭综合实验区管委会副主任。2016年3月至2019年11月履职福清市，担任市委书记兼福州市委常委。2019年11月至2021年6月担任三明市委副书记。2021年6月至今担任漳州市委副书记，市政府党组书记、市长。2023年8月，接替张国旺担任中共漳州市委书记，并卸任漳州市人民政府市长职务。